# Epidendrum macrocarpum
Epidendrum macrocarpum Rich., 1792, è una pianta della famiglia delle Orchidacee diffusa in Sud America.

## Descrizione
È un'orchidea di medio-grandi dimensioni con comportamento sia epifita su alberi della foresta umida tropicale, che terricolo (geofita). E. macrocarpum ha steli a forma di canna, eretti alti fino ad un metro, ricoperti alla base da guaine maculate di viola, portanti foglie alternate, carnoso, rigide, coriacee di forma oblunga ad apice ottuso. 
La fioritura avviene normalmente da novembre a gennaio, mediante un'infiorescenza terminale, racemosa, ombrelliforme, breve, che si origina dall'apice dello stelo maturo e porta molti fiori che si aprono successivamente. I fiori sono grandi circa 4 centimetri, con petali e sepali lanceolati ad apice acuto, di colore variabile dal rosso all'arancione  e con labello imbutiforme trilobato.

## Distribuzione e habitat
La specie è originaria dell'America meridionale, in particolare Trinidad e Tobago, Guyana, Suriname, Venezuela, Colombia, Ecuador, Perù, Bolivia e Brasile dove cresce epifita sugli alberi della foresta tropicale, oppure terricola (geofita) da 200 a 2000 metri di quota.

## Sinonimi
Epidendrum incisum Vell., 1831

Epidendrum schomburgkii Lindl., 1838

Epidendrum schomburgkii var. sworderi Broadway, 1918

Epidendrum ibaguense var. schomburgkii (Lindl.) C.Schweinf., 1944

## Coltivazione
Questa pianta è di facile coltivazione, in cestini di legno appesi, pieni di pietre e materiale organico, necessita molta luce ed annaffiature regolari prima della fioritura, da ridurre nel periodo di riposo.

## Curiosità
Nei luoghi d'origine questa specie si trova spesso in presenza di formiche, dalle quali può trarre vantaggi.